# Georges Carpentier
Georges Carpentier, soprannominato L'homme à l'orchidée (Liévin, 12 gennaio 1894 – Parigi, 27 ottobre 1975), è stato un pugile e attore francese.
Soprannominato "L'uomo dall'orchidea", gareggiò principalmente tra i pesi mediomassimi e i pesi massimi e la sua carriera si svolse tra il 1908 e il 1926. Il suo peso variò negli anni dai 57 ai 79 kg ed era famoso per la velocità, l'eccellente abilità pugilistica e l'estrema potenza di pugno.

## Riconoscimenti
L'incontro disputato al Polo Grounds in cui fu sconfitto per KO al 15º round dal futuro campione del mondo dei pesi massimi Gene Tunney venne nominato Ring Magazine fight of the year per il 1924.
La International Boxing Hall of Fame lo ha riconosciuto fra i più grandi pugili di ogni tempo.

## La carriera
Nato a Liévin, vicino a Lens (Passo di Calais), agli inizi Carpentier attraversò diverse categorie di peso, partendo dai welter e combattendo in tutte quelle superiori.
La sua carriera fu estremamente precoce: combatté da professionista per la prima volta a 14 anni, a 17 fu campione di Francia e d'Europa dei pesi welter, a 18 anni campione d'Europa dei pesi medi e, a 19 anni, nel 1913 vinse anche il campionato d'Europa dei pesi mediomassimi.
Il 1º giugno 1913, battendo "Bombardier" Billy Wells a Gand in Belgio, divenne anche campione europeo dei pesi massimi.
Difese il titolo a dicembre contro Wells, nel gennaio del 1914 contro Pat O'Keefe e a Londra il 16 luglio batté Ed "Gunboat" aggiungendo il cosiddetto "Campionato mondiale dei pesi massimi bianchi" al suo titolo europeo.
Carpentier fece anche da arbitro in numerosi incontri, durante le prime fasi della sua carriera, tra i quali quello per il titolo mondiale dei massimi tra Jack Johnson e Frank Moran nel giugno del 1914.
Fu aviatore durante la prima guerra mondiale e fu premiato per due volte con i più alti onori militari francesi, la Croix de guerre e la  Médaille militaire, fatti che contribuirono ad incrementare ulteriormente la sua popolarità, che era già fenomenale non solo in Francia, ma anche in Inghilterra e negli Stati Uniti.

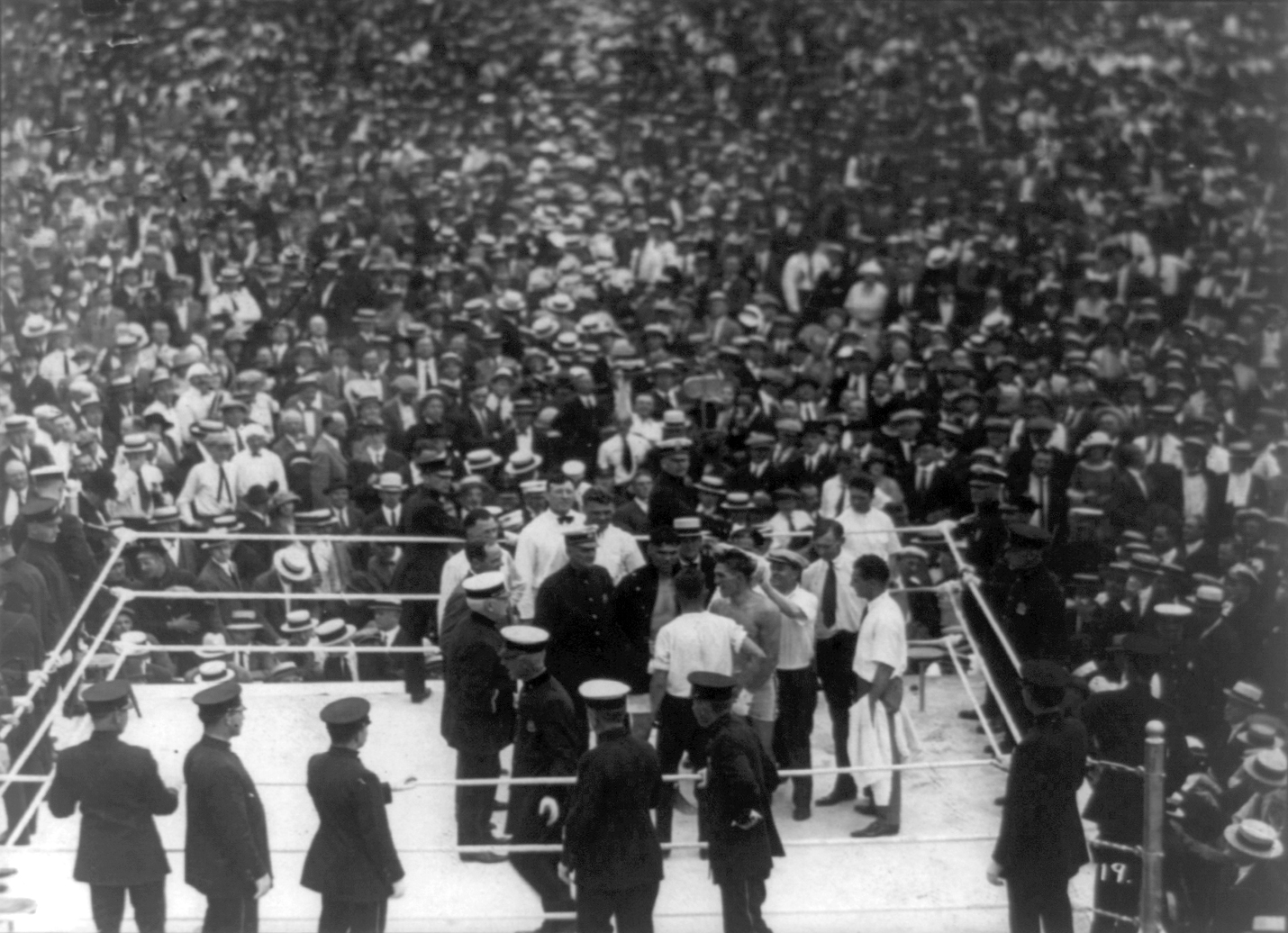
Jack Dempsey e Georges Carpentier sul ring durante la "first million dollar gate".

Difese per due volte il suo titolo nel 1919 prima di scendere di peso per sfidare Battling Levinsky per il campionato mondiale dei mediomassimi. Il 12 ottobre 1920 a Jersey City Carpentier batté Levinsky per KO al 4º round e conquistò il titolo mondiale dei pesi mediomassimi.
Carpentier tentò di conquistare anche il campionato mondiale dei pesi massimi il 2 luglio del 1921, ancora a Jersey City. Sfidò il fuoriclasse Jack Dempsey in quella che fu chiamata "the boxing's first million dollar gate", la prima sfida di pugilato da un milione di dollari. Complice un infortunio alla mano patito nel corso del secondo round, Carpentier fu duramente malmenato da Dempsey, che infine lo mise KO al secondo minuto del 4º round. I due pugili divennero poi ottimi amici.
Il 24 settembre 1922 Carpentier perse il titolo mondiale dei mediomassimi e quelli europei dei massimi e dei mediomassimi in un match controverso contro il franco-senegalese Battling Siki, allo stadio Buffalo di Montrouge, (Parigi), di fronte ad un pubblico di 40.000 persone. Il match terminò al 6º round con un uppercut di destro del pugile franco-senegalese. L'arbitro squalificò Siki con un pretesto, ma i giudici di bordo ring, temendo la folla che minacciava tumulti, dopo una ventina di minuti misero da parte l'arbitro e lo dichiararono campione. François Deschamps, il manager di Carpentier,  presentò appello alla decisione, che venne però rigettato.
Il suo ultimo incontro contro un grande campione fu quello del 24 luglio 1924 con Gene Tunney al Polo Grounds di New York, che perse per KOT al 15º round.
Si ritirò dal ring nel 1927 con un ultimo incontro di esibizione.
Dopo il suo ritiro dal pugilato, per diversi anni Carpentier fece l'attore e cantante di vaudeville, specialmente in Inghilterra e negli Stati Uniti. Apparve anche in una mezza dozzina di film, sia dell'epoca del muto che del sonoro.
Girò tre film a Hollywood, uno per il regista James Stuart Blackton in Inghilterra e due nella natia Francia.
La sua ultima apparizione sugli schermi risale al 1934, dopodiché divenne proprietario di un locale, Chez Georges Carpentier, in un quartiere chic della periferia di Parigi, svolgendo questo lavoro in diversi altri locali fino a poco prima della morte.
Carpentier e il suo vecchio avversario Dempsey rimasero amici e, a partire dal 1921, si scambiarono visite a New York e a Parigi per il resto della loro vita.
Carpentier morì nel 1975 e fu sepolto nel Cimetière de Vaires-sur-Marne, Seine-et-Marne, Francia.

## Filmografia
- The Wonder Man, regia di John G. Adolfi (1920)
- A Gipsy Cavalier, regia di J. Stuart Blackton (1922)
- Rivista delle nazioni (The Show of Shows), regia di John G. Adolfi (1929)
- Le interviste verità, episodio di L'amore e la chance (La chance et l'amour), regia di Claude Chabrol (1964) - come se stesso